# Vitgölen (Eringsboda socken, Blekinge)
Vitgölen är en sjö i Ronneby kommun i Blekinge och ingår i Nättrabyån-Ronnebyåns kustområde.